# Beniamin (Woskriesienski)
Beniamin, imię świeckie: Wasilij Woskriesienski (ur. 3 stycznia?/15 stycznia 1871 w Pieriesławcewie, zm. 5 października 1932 w Jarosławiu lub pod Krasnowodskiem) – rosyjski biskup prawosławny, święty nowomęczennik.

## Życiorys
Urodził się w wielodzietnej rodzinie kapłana prawosławnego. W 1892, po ukończeniu seminarium duchownego w Jarosławiu złożył wieczyste śluby zakonne z imieniem Beniamin, po czym przyjął święcenia na hieromnicha. Cztery lata później uzyskał dyplom Moskiewskiej Akademii Duchownej (kandydat nauk teologicznych). W 1898 skierowany do Kutaisi jako inspektor miejscowego seminarium duchownego. Następnie pracował kolejno w seminariach w Tyflisie (1901–1908), Wiatce (1908–1909), Wołogdzie (1909–1910) oraz w Jarosławiu (1911–1921). 9 października miała miejsce jego chirotonia na biskupa pomocniczego eparchii jarosławskiej i rostowskiej z tytułem biskupa romanowskiego (według innych źródeł – tutajewskiego; z pewnością taki tytuł nosił od 1927).
W 1927 został aresztowany w Tutajewie i skazany na trzyletnią zsyłkę na północ ZSRR, tytularnie pozostawał biskupem pomocniczym dotychczasowej eparchii. W 1931, przebywając na miejscu zesłania, został aresztowany. Zmarł w październiku 1932 w trakcie śledztwa.
Jeszcze za życia uważany przez wiernych za świętego starca i wielkiego ascetę, został w 2000 kanonizowany jako jeden z Soboru Świętych Nowomęczenników i Wyznawców Rosyjskich.